# Путра, Томаш
Томаш Путра (пол. Tomasz Putra; род. 8 июня 1962 в Олецке) — польский регбист, выступавший на позиции форварда второй и третьей линии; игрок сборной Польши по регби, позже регбийный тренер. Тренер сборной Польши в 2006—2013 годах.

## Игровая карьера
Первый тренер — Анджей Копыт. Выступал за регбийные клубы «АЗС-АВФ» (Варшава) в 1982—1988 годах, французские команды АСВЕЛ в 1988—1990 годах, «Живор» в 1990—1996 годах и «Лион» в 1996—2000 годах. Окончил в 1988 году Варшавскую академию физического воспитания имени Юзефа Пилсудского. В 1998 году получил государственный диплом I степени по регби от министра спорта Франции.
В составе сборной Польши сыграл 10 матчей в рамках официальных турниров, набрал 14 очков.
В матче 6 августа 1984 года против СССР (поражение 10:25) набрал 4 очка.

## Достижения
- Чемпион Польши: 1982, 1984, 1985, 1986, 1988
- Серебряный призёр чемпионата Польши: 1983, 1987
- Обладатель Кубка Польши[пол.]: 1983

## Тренерская карьера
С 1984 года на тренерской работе, начинал тренировать детей и подростков. Во Франции руководил командами из турниров Федераль 1 и Федераль 2, а также был тренером резервного состава «Лиона». Среди его подопечных были такие игроки сборной Франции, как Сильвен Марконне, Паскаль Папе и Морган Парра.
В мае 2006 года Путра возглавил сборную Польши, сменив Ежи Юмаса: на тот момент сборная Польши играла в дивизионе B2, выйдя в 2008 году в дивизион B1 (с сезона 2010/2012 известен как дивизион 2A). В апреле 2010 года он был уволен с поста тренера сборной, но вернулся в июле в сборную после того, как никто из действовавших польских тренеров не откликнулся на предложение возглавить сборную.
В сборной Путра проработал до середины 2013 года. Одним из достижений сборной Польши при нём стало занятое в рейтинге IRB 25-е место в ноябре 2012 года (при том, что в мае 2006 года Польша занимала 36-е место) (отчасти это было связано благодаря приглашению французских тренеров и французских игроков польского происхождения).
В 2013 году Путра стал помощником главного тренера сборной Чехии Мартина Кафки, а через год сам возглавил сборную Чехии; также руководил сборной Чехии из игроков не старше 20 лет. В сборной Чехии работал до 2017 года.

## Личная жизнь
Дочь — Александра, пловчиха.
Старший брат — Кшиштоф (1957—2010), вице-маршал Сената Польши в 2005—2007 годах, вице-маршал Сейма Польши в 2007—2010 годах; погиб в катастрофе Ту-154 в Смоленске. При жизни Кшиштоф был известен как один из поклонников регби.